# Lincoln Sport Group
Lincoln Sport Group (abreviado LSG) fue una escudería de automovilismo, creada en Argentina y que tomó gran relevancia por sus participaciones en la categoría de automovilismo de velocidad Turismo Carretera. La fundó en el 2001 el escribano Hugo Cuervo, en la localidad bonaerense de Lincoln, de la cual adoptaría su nombre y donde mantuvo su base durante once años.
Esta escudería, durante toda su estancia dentro de la categoría, intentó de alguna forma revivir el espíritu de los antiguos equipo de TC, presentando desde su inauguración una estructura organizada, con la preparación casi exclusiva de unidades Ford Falcon y contando en sus filas con su exclusivo preparador de motores, Marcelo "Machete" Esteban, algo que resultaba inusual, ya que la mayoría de los motoristas no tenían contratos de exclusividad con ninguna escudería. Este equipo se caracterizó en sus primeros años por la calidad de la preparación de sus unidades, las cuales siempre mostraban un buen potencial a la hora de pelear por el triunfo.[cita requerida]
Sin embargo, esta imagen comenzó a decaer a partir del 2006 cuando, luego de pelear el título de ese año, su piloto de turno Diego Aventín fue descalificado del torneo debido a anomalías técnicas en su motor. A pesar de haberse alzado con el título del 2009, una seguidilla de sucesos escandalosos en los años siguientes terminarían por empañar la imagen del LSG, provocando el retiro de la misma en el 2011, luego de una nueva y muy polémica descalificación.[cita requerida]
En sus once años de participación en el Turismo Carretera, el Lincoln Sport Group obtuvo el campeonato del 2009 y los subcampeonatos del 2005 y el 2010. Al momento de su retiro de la actividad, contaba en su alineación con los pilotos Gabriel Ponce de León, Mauro Giallombardo y Néstor Girolami, quienes se encontraban en plena lucha por el título. A modo de "resarcimiento económico", el escribano Hugo Cuervo terminaría vendiendo sus unidades a sus expilotos, quienes terminarían formando la escudería GPG Racing, cuyo nombre surge de las iniciales de cada piloto (Girolami, Ponce y Giallombardo).[cita requerida]
Tras el levantamiento del veto a Cuervo por parte de ACTC, en el 2013 el equipo retomó su antigua denominación, pero ya no sería vista de la misma manera, y fue blanco de numerosos cuestionamientos que desembocaron en la salida del equipo del Turismo Carretera tras la temporada 2014 y su desembarco en la Top Race y el Súper TC 2000. A pesar de sus intentos por recuperar el brillo de sus épocas en el TC, el LSG padeció a causa de múltiples deudas por parte de la dirigencia de Top Race, lo que provocó la salida definitiva de Cuervo y la conformación de una cooperativa de trabajadores para salvar al equipo. Finalmente y tras un último intento por continuar, el equipo anunció su disolución tras la primera fecha de la temporada 2019 de Top Race.[cita requerida]
Tras esta desaparición, la antigua cooperativa de trabajo que mantuvo en pie al antiguo LSG anunció en el 2021 su regreso a las pistas con la denominación Lincoln Motorsport, presentándose en las últimas fechas del campeonato 2020 de Top Race.[cita requerida]

## Historia

### Comienzos
En el año 2001 y con el interés de poder participar en la máxima categoría de automovilismo de velocidad de Argentina, el entusiasta escribano Hugo Cuervo puso en marcha un proyecto con el cual terminaría fundando su propia estructura de automovilismo para el Turismo Carretera. De esta forma y afincado en la localidad de Lincoln, Buenos Aires, fundó el equipo Lincoln Sport Group, con el cual intervendría en las competencias de TC a lo largo de once años. Desde el comienzo, esta escudería adoptó un perfil altamente mediático, ya que ese año presentaba un plantel completamente fijo y exclusivo, cuando la mayoría de las escuderías rentaban los servicios de sus proveedores. Al mismo tiempo, sería la primera escudería en identificarse con una marca en particular, tras los años en los que existían los equipos oficiales, ya que por gusto de su propietario solo eran utilizadas unidades Ford Falcon para poder competir.
En su primer plantel, el equipo se presentó llevando como primeros pilotos a Rafael Verna, Diego Aventín y Alejandro Occhionero quienes se presentaran a correr con tres Ford Falcon. La atención de los mismos estaba a cargo de Marcelo Esteban en la motorización. Este preparador terminaría siendo uno de los símbolos más representativos de esta escudería, dado que a lo largo de sus once años de existencia mantuvo un contrato de exclusividad con ella en la provisión de motores. Los primeros resultados ponían al Lincoln Sport Group como un rival de cuidado y a tener en cuenta.

### Primeros logros y primeras decepciones
Los años pasaron hasta que en 2003 se produjo la primera expansión del equipo. La estructura se agrandó con la incursión del excampeón del año 1994 del TC, Eduardo Ramos. Un año más tarde, se sumaría a las filas del LSG uno de sus más emblemáticos pilotos que compitiera en esta escudería durante largo tiempo: Emanuel Moriatis. Las insinuaciones del equipo siguieron creciendo con cada victoria lograda por cualquiera de sus pilotos. Dos años más tarde, en 2005, el equipo volvió a agrandarse, refichando para este año al piloto Diego Aventín. Este mismo año, las promesas planteadas por el Lincoln terminaron haciéndose realidad, protagonizando la disputa por el cetro del TC de la mano de su piloto Rafael Verna. Una serie de victorias y podios, más una definición al milímetro con su rival de turno, el chaqueño Juan Manuel Silva, le pusieron condimento a una definición que terminaría siendo para el piloto del JP Racing, dejando a Verna y al LSG a las puertas de su primer título grande.
Sin embargo, una de las páginas más oscuras de la historia de esta escudería se terminarían escribiendo al año siguiente. La definición del año 2006 nuevamente encontraba al LSG peleando el título con el JP Racing, aunque en esta oportunidad los rivales eran Norberto Fontana del JP y Diego Aventín del LSG. Una anomalía detectada en el vehículo de Aventín (utilizó aros de pistón fuera de reglamento), luego de haber triunfado en la penúltima fecha del torneo, desataría el escándalo llegando a tomar altos niveles mediáticos y teniendo como principal responsable al dueño de la escudería, el escribano Hugo Cuervo. Aquel año y beneficiado por tal desclasificación, fue coronado campeón el piloto Norberto Fontana, mientras que Aventín fue suspendido por su infracción al reglamento. Comenzaba de esta forma a tejerse la historia negra del LSG.
En 2007, nuevamente un hecho de similares características pondría al LSG en el ojo de la tormenta, cuando fueron detectadas anomalías en sus tres automóviles en la 13º fecha, quedando dispuesta una orden de suspensión para todo el equipo, que en ese momento alineaba a Verna, Ramos y Moriatis. Finalmente, la suspensión recaería en el propietario del equipo, Hugo Cuervo, quien recibiría una suspensión provisoria por "antecedentes con permanente reincidencia en el último año".

### Resurgimiento
A pesar de ello, el equipo volvería a mostrarse fuerte en los años siguientes. Tras las partidas de Diego Aventín y Rafael Verna y el retiro de Eduardo Ramos, el LSG decide apostar todo a Emanuel Moriatis tras la regular campaña realizada en 2008, en la que los tres coches del LSG (Aventín, Moriatis y Verna) clasificarían a los playoffs sin poder ninguno consagrarse campeón. Este mismo año, el piloto de Lanús llegaría a la definición nuevamente frente a los pilotos del JP Racing, sin embargo la desventaja que tenía no le permitiría alzarse con el campeonato.
Para el año 2009, nuevamente Moriatis se presentaría a competir y volvería a anotar su nombre en los playoffs, llegando a la fecha definición en total desventaja. Sin embargo, la posibilidad de que el torneo se defina antes de tiempo, hace que la ACTC decida modificar el reglamento en la última carrera, lo que termina favoreciendo al piloto del LSG, ya que la nueva normativa duplicaba el puntaje en la última fecha. De esta forma y tras muchos años de pelea, el LSG consigue proclamarse campeón de Turismo Carretera con Emanuel Moriatis al volante de su Ford Falcon.
En 2010, el equipo vuelve a agrandarse con la incursión de Gabriel Ponce de León como nueva incorporación. Durante este período, el LSG despliega todo su poderío poniendo al piloto de Junín a la cabeza del torneo regular, monopolizando las acciones y ganando la fase regular. Sin embargo, en la definición, ni Ponce ni Moriatis estuvieron a la altura de lo exhibido a lo largo del año, resignando el título, pero no así el subcampeonato que ya había quedado en el bolsillo de Ponce de León dos fechas después de ganar la fase regular.

### Primera caída
Finalmente, a pesar de tantos esfuerzos por resurgir de aquella mala imagen dejada en 2006, el año 2011 sería el año del ocaso de esta escudería. A principios de año, ACTC dictaminó la decisión de implementar el sorteo de motores, entre los pilotos de cada marca. Esta decisión fue duramente cuestionada por Hugo Cuervo, quien con el afán de no ceder el trabajo exclusivo que realizaba su motorista de toda la vida, Marcelo Esteban, intentó solicitar a la entidad la participación en el sorteo, pero que sus motores solo sean sorteados entre sus pilotos. Tal pretensión fue reprochada por Marcelo Esteban, quien se alejaría disgustado por la decisión ilógica que planteaba Hugo Cuervo, tras 10 años de labor exclusiva para el LSG. Al mismo tiempo, otro cimbronazo se sucedería cuando luego de ocho años de competir para la escudería, Emanuel Moriatis anunciaba su desvinculación del LSG, pasando a la escudería RV Competición.
A pesar de estas emblemáticas bajas, se sumarían a la escudería los pilotos Néstor Girolami y el campeón 2010 del TC Pista, Mauro Giallombardo, además del preparador y expiloto Fabián Acuña que asesoró a Giallombardo en su búsqueda del título. A todo esto, se le sumaba el trabajo de Carlos Laborito en los motores y Sebastián Mouriño en chasis. Al mismo tiempo, con la llegada de Girolami y por primera vez en once años, ingresaba a la escudería el primer vehículo "no-Ford", ya que el piloto cordobés se mantendría fiel al Torino Cherokee que venía manejando del año pasado.
Los primeros resultados comenzaron a llegar con la victoria de Girolami en la segunda fecha y los podios obtenidos por Giallombardo, lo que posicionaba a los jóvenes pilotos del LSG en posiciones expectantes. Sin embargo, nuevamente la impericia de su presidente volvería a dilapidar los grandes resultados obtenidos, cuando luego de la quinta fecha corrida en el Autódromo Oscar y Juan Gálvez, se iniciaría la polémica que terminaría en el final del LSG. Esa carrera fue ganada de manera contundente por el piloto Gabriel Ponce de León. Sin embargo, las autoridades técnicas se percataron de una anomalía en la ubicación de un lastre dentro del automóvil de Ponce (el mismo estaba ubicado en el baúl, lo cual es ilícito, ya que está estipulada la ubicación dentro del habitáculo del coche), procediendo a la descalificación del piloto de Junín. Aquella decisión desataría el disgusto de Hugo Cuervo, quien se encargaría por todos los medios de reprender tal decisión, alegando que venía corriendo con esa configuración hace ya tres años, lo que terminaría echado un manto de duda al título de Moriatis. Por tan desafortunadas declaraciones, la ACTC terminaría sancionando a Ponce de León con una fecha de suspensión y a Hugo Cuervo con la expulsión vitalicia de cada compromiso que tuviera el Turismo Carretera. La reacción de Cuervo, sería el retiro de su escudería del TC, dejando a sus pilotos librados al azar y sin posibilidades de seguir compitiendo. De esta forma se cerraría una de las páginas más negras del automovilismo argentino.

### GPG Racing
Tras la salida de Hugo Cuervo del TC, Giallombardo, Ponce de León y Girolami se encontraban con un panorama desalentador. Con el Torneo encaminado, los tres pilotos debían hallar de manera imperiosa la posibilidad de continuar compitiendo, dado que los tres estaban ubicados en posiciones expectantes en el campeonato. A la ausencia de Ponce de León de la sexta fecha por sanción, se le sumaría la de Girolami, quien quedaba a pie por no haber encontrado una unidad disponible para poder seguir la lucha. Por su parte, Mauro Giallombardo conseguiría encontrar un vehículo para competir, sin embargo este no tenía la performance de su Falcon del LSG. Ante esta situación, Hugo Cuervo reaparecería en escena ofertándoles a sus expilotos la posibilidad de poder adquirir sus ex-unidades, como así también toda la estructura del ex-Lincoln Sport Group. Los tres pilotos se terminarían de reunir con el escribano, llegando a un común acuerdo y adquiriendo todo el paquete ofertado, para darle origen al GPG Racing (el nombre sale de las iniciales de Giallombardo, Ponce y Girolami, los nuevos propietarios de la escudería), iniciando una nueva etapa en el TC. La propiedad del equipo, quedó en manos de Néstor Giallombardo, padre de Mauro, y el mismo está compuesto por una Cooperativa formada por los exmecánicos del desaparecido Lincoln. Con sus autos devueltos, nuevamente los tres pilotos volverían a demostrar el potencial intacto de sus máquinas, poniendo a Ponce de León y Giallombardo en el podio de la carrera corrida en Junín, válida por la décima fecha del calendario 2011.

### La vuelta del Lincoln
A finales del año 2011, Hugo Cuervo reaparecería en la escena automovilística, dando un anuncio sorpresivo: la vuelta del Lincoln Sport Group. El ambicioso proyecto del escribano sin embargo, no contemplaba el retorno de la escudería al Turismo Carretera, sino la reestructuración de su escudería dentro de la categoría Top Race V6. Para ello, Cuervo adquiriría dos nuevas unidades Mercedes-Benz Clase C, las cuales pondrá a disposición de los pilotos Juan Bautista De Benedictis y Mauro Giallombardo, a partir del año 2012.
Asimismo, Hugo Cuervo comenzó a encarar un proyecto de desembarco dentro en el campeonato de TC 2000, donde pretendió ingresar con dos unidades Volkswagen Vento, las cuales aseguraría tener listas para competir.
Ninguno de esos proyectos se concretarían, pero la gran sorpresa se daría nuevamente en el Turismo Carretera, tras conocerse que la Asociación Corredores de Turismo Carretera decidiría levantar la suspensión vitalicia que pesaba sobre Cuervo, permitiéndole retornar al TC y pudiendo recuperar su lugar dentro de la categoría como Lincoln Sport Group. La escudería de Hugo Cuervo, tomaría a su cargo una sección de la escudería GPG Racing (formada sobre la base que había dejado Cuervo) y se encargaría de la atención de la unidad del piloto Juan Bautista De Benedictis, quien había llegado al GPG en el año 2012.

### Súper TC 2000
Tras haber anunciado su alejamiento del Turismo Carretera una vez finalizada la temporada 2014, el escribano y empresario automotor de Lincoln Hugo Cuervo, anunció la búsqueda de nuevos horizontes para su escudería Lincoln Sport Group, con el fin de continuar su actividad dentro del ámbito del deporte motor argentino. De esta forma, a fines de 2014 anunció su ingreso a la categoría Súper TC 2000, donde se presentó poniendo en pista dos unidades Ford Focus III bajo las conducciones de los pilotos Mariano Werner y Manuel Mallo. El equipo se había presentado a disputar el campeonato 2015 de dicha categoría, generando gran expectativa con relación a su desempeño, principalmente por sus antecedentes en el TC y por la inclusión del experimentado Werner en sus filas, sin embargo dos situaciones polémicas y fortuitas como la exclusión de Werner luego de su triunfo en pista en el Gran Premio de Rafaela, quinta fecha del año, y la posterior salida de Mallo del equipo tras los  200 km de La Pampa, hicieron a Cuervo replantearse las cosas de cara a la temporada siguiente, a la vez de volver los cuestionamientos hacia su equipo por sus reincidencias en exclusiones por cuestiones técnicas. La situación fue tal que al finalizar la temporada, el equipo se encontró sin pilotos para encarar el próximo año.

### Ingreso del LSG al Top Race y retiro de Cuervo
Tras el polémico cierre del campeonato 2015 del Súper TC 2000, donde además de la exclusión de Werner del que pudo haber sido el primer triunfo del LSG en la categoría, se tuvo que lidiar con el recorte presupuestario que supuso la salida de Manuel Mallo, el panorama del equipo era incierto a tal punto que había quedado sin pilotos, a pesar de tener intenciones de ampliar su participación hacia otras categorías, y sin una propuesta firme que ayude en lo presupuestario.
A pesar de esta situación, Cuervo encontró rápidamente apoyo para llevar a cabo su proyecto, al manifestar el piloto Néstor Girolami sus intenciones de participar en el campeonato 2016 de Top Race, facilitando además el debut del equipo LSG dentro de dicha categoría.
Esta alternativa, sumada a las promesas de la dirigencia de Top Race de facilitar económicamente el acceso de la escudería y la falta de apoyo para el proyecto del Súper TC 2000, fueron las causas que terminaron definiendo el debut del Lincoln Sport Group en el TRV6, con un equipo conformado por Girolami y Camilo Echevarría.
El prominente cierre de la temporada 2016, con Girolami peleando el campeonato y la posterior contratación de Ricardo Risatti III, animó a Cuervo a continuar una temporada más, por lo que para el campeonato 2017 el equipo subió la apuesta con importantes refuerzos. A la confirmación de Risatti, se le sumaron las contrataciones de Bernardo Llaver y Mauro Giallombardo para suplir las salidas de Girolami y Echevarría. Sin embargo, no todas fueron buenas noticias, ya que durante el transcurso del año se produjeron el alejamiento de Llaver, por motivos presupuestarios, y el trágico accidente que truncó la carrera deportiva de Giallombardo. Para suplirlos, el equipo convocó a Martín Moggia y Diego Ciantini para acompañar a Risatti. Estas cuestiones, junto a otras de índole económico fueron el cóctel que provocó la salida de Cuervo de la dirección del equipo, aunque sin hacer anuncios oficiales. Esta alternativa, provocó la creación de una cooperativa de trabajo conformada por mecánicos del equipo, quienes asumieron la conducción del equipo.

### Ocaso definitivo del LSG
Tras la salida de Hugo Cuervo de la dirección del Lincoln Sport Group, en septiembre de  2017 se creó una cooperativa de trabajo por parte de los mecánicos del equipo, con el fin de mantener activa a la escudería y continuar con su participación en la Top Race. Al frente de la misma se pusieron Andrés Ramuzzi, Pedro Islas, Mario Pereyra, Carlos Porcel y Sergio Ferrero, con Ramuzzi como nuevo director. La nueva cúpula del LSG intentó luchar por continuar compitiendo, debiendo enfrentar situaciones comprometidas como la falta de presupuesto y el incumplimiento de una serie de pagos a los equipos por parte de la dirigencia de Top Race, encabezada por Alejandro Urtubey. A pesar de ello, el equipo contaba con respaldo suficiente como para que pilotos reconocidos expresen su apoyo y deseos de competir en la estructura. De esta forma, Néstor Girolami fue el primero en manifestarse para incorporarse de cara a 2018. A su presencia se le terminó sumando la de Diego Ciantini, quien confirmó su continuidad dentro de la estructura. En su primera intervención con la nueva administración, el LSG desarrolló un torneo con grandes resultados, terminando Girolami en la tercera posición del torneo, pero siendo el máximo ganador de la temporada con 5 triunfos.
Lamentablemente, y a pesar de los resultados obtenidos en 2018, el panorama no mejoró para la temporada siguiente en la cual se habían acordado las incorporaciones de Gabriel Ponce de León y Ianina Zanazzi. El equipo apenas pudo disputar la primera fecha del año, dejando a sus pilotos en libertad de acción tras la misma. La situación empeoró con el paso de los días, hasta que finalmente llegó la decisión final de cerrar las puertas del equipo, finalizando de esa forma la historia del Lincoln Sport Group.

## Palmarés
| Título     | Especialidad      | Piloto                | Marca       | Año  |
| ---------- | ----------------- | --------------------- | ----------- | ---- |
| Subcampeón | Turismo Carretera | Rafael Verna          | Ford Falcon | 2005 |
| Campeón    | Turismo Carretera | Emanuel Moriatis      | Ford Falcon | 2009 |
| Subcampeón | Turismo Carretera | Gabriel Ponce de León | Ford Falcon | 2010 |
| Campeón    | Turismo Carretera | Mauro Giallombardo    | Ford Falcon | 2012 |
| Subcampeón | Turismo Carretera | Mariano Werner        | Ford Falcon | 2013 |

## Pilotos que compitieron en el LSG
- Rafael Verna
- Eduardo Ramos
- Diego Aventín
- Emanuel Moriatis
- Gabriel Ponce de León
- Néstor Girolami
- Mauro Giallombardo
- Pedro Pisandelli
- Juan Bautista De Benedictis
- Mariano Werner